# クイズおもしろTV
『クイズおもしろTV』（クイズおもしろテレビ）は、1990年8月7日から同年9月25日までテレビ朝日系列局で放送されていたテレビ朝日制作のクイズ番組である。全8回。放送時間は毎週火曜 19:00 - 19:54 （日本標準時）。

## 概要
懐かしのテレビ番組をクイズの題材にしていた番組で、高田純次と蓮舫が司会を務めていた。当時は1980年代末期からのレトロブームの影響で、TBSの『テレビ探偵団』や『いきなり!クライマックス』のように往年の番組を紹介する番組が多かった。
オープニングでは、司会の高田がオリジナルテーマ「テレビの国から僕らのために」（『おそ松くん』、『ハクション大魔王』、『魔女っ子メグちゃん』、『ウルトラマン』、『ウルトラセブン』、『月光仮面』、『ひょっこりひょうたん島』、『サザエさん』、『サインはV』の主題歌をもじったものだった）を歌いながら登場していた。エンディングではKANの「愛は勝つ」が流れる中、金色の高田純次像が回旋していた。
神奈川県横浜市にある放送ライブラリーには、この番組の初回の記録映像が保存されている。

## 番組の流れ
番組はまず筆記問題を数問出題。正解者には1 - 2ポイント。
次に早押し逆転クイズで、読み上げ問題を数問出題。正解すると+1ポイントで、お手つきと誤答は-1ポイント。
ラストクイズは、街角インタビューでの雑評から番組名を当てる「テレビ雑評 一言いわせろ!」。ポイントは5ポイントから始まり、時間が経つに連れて1ポイントずつ減る。お手つきと誤答は-1ポイント。
10ポイントに到達した解答者には特別賞品をプレゼント。

## 出演者

### おもしろ司会
- 高田純次
- 蓮舫

### 解答者
- 京本政樹
- 山城新伍 - 前番組『カッ飛び!花マル塾』から続投。
- 岡江久美子
- 野沢直子
- なぎら健壱
- 松尾貴史
- 杉木康二（二郎さん） - フジテレビの『所さんのただものではない!』で「朝潮くん」として出演していた男の子。
- 小柴絵里香
- 久本雅美
- 杉本彩
- ダチョウ倶楽部
- ダウンタウン
- 松原桃太郎

## スタッフ
- プロデューサー：大村正二
- 企画：皇達也
- 構成：多村映美
- プレーン：伊東雅司、高橋洋二、八波和弘、遠藤みちスケ
- ナレーション：大山のぶ代、根岸雄一
- ディレクター：中島豪、佐藤彰、岩城信行
- カメラ：田代博一
- 照明：渡辺敏正
- 美術：北原国彦、坂本廉三
- 編集：佐賀靖弘 (ビデオ・パック・ニッポン)
- 音声：古畑敏春
- 制作協力：武市プロダクション
- 協力：TVガイド
- 制作著作：テレビ朝日

## 備考
- 番組途中に挿入される「名物ドラえもんクイズ」（コーナータイトルの「クイズ」は『クイズタイムショック』（第2期・生島ヒロシ版）の番組ロゴから流用）という視聴者向けのプレゼントクイズコーナーでは、高田・蓮舫とアニメのドラえもんが共演しやり取りをする場面が見られた。出題は第2作1期から主に帯番組時代に登場したひみつ道具の機能が何かを当てるもので、正解は翌週の番組エンディングで発表されていた。出題VTRではその道具が登場したエピソードの一部も放映されている(現在視聴できる映像ソフトや再放送で使われているマスターテープよりも映像・音声の劣化が激しいテープが使われていた）。
- レギュラー解答者が他の解答者の解答をカンニングして以来、電動の衝立（番組内では「山城ボード」と呼ばれていた。）を作って対策した。
- マジックインキは青インクを使用していた。